# Supermodels

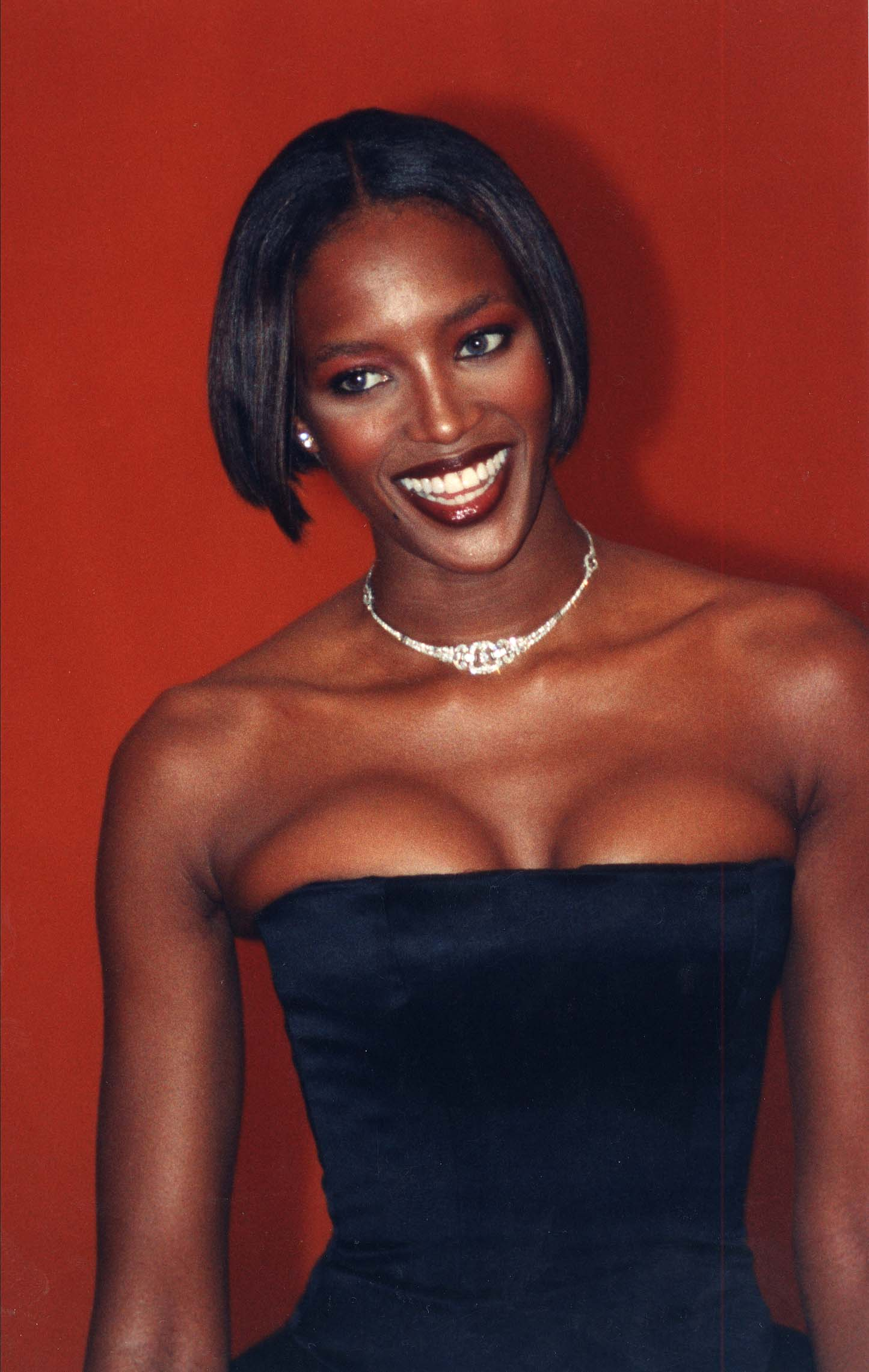
La mannequin britannique Naomi Campbell lors d'un évènement en 1997.

Les Supermodels sont un groupe de top models qui rencontre une popularité allant bien au-delà du domaine du mannequinat et de la mode dans les années 1990. 
Leur histoire débute après le milieu des années 1980, lorsqu'un trio composé de Linda Evangelista, Christy Turlington et Naomi Campbell est lancé par le photographe pygmalion Steven Meisel et se fait baptiser The Trinity. Il est rejoint par Cindy Crawford, Claudia Schiffer et Tatjana Patitz et devient le Big Six. Rapidement, toutes connaissent un succès immense, individuel ou collectif, notamment depuis la couverture de janvier 1990 du Vogue britannique qui les consacre puis leur assiduité aux défilés flamboyants de Gianni Versace. Dépassant leur métier initial et se transformant en femmes d'affaires, elles gagnent beaucoup d'argent, plus qu'aucun mannequin n'a jamais gagné jusqu'alors, ne sortant pas de leur « lit pour moins de 10 000 $ par jour ». « Plus célèbres que les vêtements qu'elles portent », elles deviennent des icônes omniprésentes, développant un culte de la personnalité. Phénomène de société, leur image est partout, dans tous les défilés, toutes les publicités, mais également sur les couvertures de magazines même s'ils ne concernent pas la mode, dans les colonnes de la presse quotidienne. Elles se retrouvent éclipsées en quelques années par une tendance plus terne sur les podiums, et par les actrices de film sur les photos. Jamais totalement disparues de la notoriété, certaines des Supermodels sont toujours présentes dans les médias deux décennies plus tard.

## Historique

### Les années 1980-1990

#### Préambule
Cette époque correspond à une mondialisation du domaine de la mode : les marques se trouvent rachetées par des groupes de luxe et ne restent plus simplement nationales ou régionales, la communication se fait de façon globale et les parts de marché deviennent âprement disputées. Le krach d'octobre 1987 ne va pas réduire le budgets pharaoniques que ces entreprises sont prêtes à payer, même si la mode s’assagit, après les années 1980 faites de « fric et de frime ». Les actrices ne voulant pas faire de publicité, les mannequins prennent alors la place qui leur revient. C'est également la continuité du power dressing voyant les femmes s'affirmer par leurs tenues et devenir dominantes dans le domaine des affaires, mais également de l'importance prise par le sportswear dans les années 1980 qui exige des corps athlétiques : « un physique sain et une silhouette svelte ». Avant l'ère de ces Supermodels, les mannequins sont jusque-là connus soit pour défiler, soit pour leur photogénie et restent dans leur domaine ; chacune de cette nouvelle génération de modèles va passer de l'un à l'autre sans barrière et aller bien au-delà du mannequinat.

#### Mannequins superstars
Au milieu des années 1980, Linda Evangelista, Christy Turlington et Naomi Campbell se rencontrent ; toutes trois sont débutantes et réalisent ces années là leurs premières photographies notables. Un shooting a lieu en 1986 avec Steven Meisel pour le British Vogue, prémices à leurs carrières,. Celui-ci a un contrat de deux millions de dollars avec le magazine Vogue, faisant de lui le photographe le mieux payé de tous les temps. Le trio est alors surnommé The Trinity,,, par Michael Gross. Peu après, le groupe, rejoint par Stephanie Seymour et Cindy Crawford qui est photographiée nue par Herb Ritts pour Rolling Stone ; cette image sera largement répandue. Mais l'histoire va retenir plus particulièrement deux évènements marquant l'ère des Supermodels, une couverture de magazine anglais et des défilés milanais. 

#### L'image de Lindbergh
Le photographe allemand Peter Lindbergh accède à une reconnaissance internationale et lance la carrière d’une nouvelle génération de mannequins grâce à une seule image, en janvier 1988 sur la plage de Santa Monica en Californie. Six jeunes femmes, quasi anonymes à l’époque, chahutent en toute simplicité, en chemise blanche et à peine maquillées : Linda Evangelista, Karen Alexander, Christy Turlington, Estelle Lefébure, Tatjana Patitz et Rachel Williams. Peter Lindberg a demandé à la rédactrice de mode Carlyne Cerf de Dudzeele de n’apporter que des chemises blanches, aucun article de mode. Face aux usages, jusque-là, de la photographie de mode, le cliché obtenu, non retouché, produira un choc et une révélation. 
La photo est refusée par le Vogue américain, qui estime qu’elle ne cadre pas avec la vision du journal. Peter Lindbergh explique pourtant à Alexander Liberman, directeur éditorial de Vogue, et Grace Mirabella, alors rédactrice en chef, qu’il préfère montrer des femmes fortes et indépendantes car il ne se sent aucune affinité avec les images de mannequins, trop maquillées et stylisées, publiées habituellement par le magazine. 
Peter Lindbergh se souvient : « Quand je suis revenu avec les images, ils les ont regardées et les ont rangées dans un tiroir après m’avoir demandé : « Que voulez-vous qu’on fasse de ça ? » » Six mois plus tard, Grace Mirabella quittera le magazine. Liberman reconnait par la suite que « Peter Lindbergh a le don de révéler le visage de la femme en captant sa lumière. » En juillet 1988 Anna Wintour, devenue responsable éditoriale du Vogue, découvre les images refusées par ses prédécesseurs : Lindbergh les a proposées auparavant à Liz Tilberis, alors rédactrice en chef du Vogue britannique, qui décide de les publier dans le numéro d’octobre 1988.
Des années plus tard, dans le livre 100 Years of Vogue, l’image aux chemises blanches est désignée comme la plus marquante de la décennie des années 1980.

#### La couverture
En janvier 1990, le British Vogue fait sa couverture avec une autre image de Peter Lindbergh : Christy Turlington, Tatjana Patitz, Linda Evangelista, Naomi Campbell et Cindy Crawford, en lingerie sporstwear de Girgio di Saint'Angelo et jeans. « La première photo d'eux en tant que groupe. » C'est « indubitablement à ce moment » que leurs noms deviennent familier de tous et qu'elles atteignent le « panthéon des supermodels »,. Cette image pousse George Michael à embaucher pour le clip de Freedom! '90 une dizaine de mannequins dont ces cinq là. Véritable tremplin, le clip tourne en boucle sur MTV et toutes les chaines du monde, rendant familières ces figures de la mode.

#### Versace
À l'aube des années 1990, les maisons italiennes, à l'opposé des tendances mondiales plus sobres, montrent un mode colorée, dynamique et sexy. Gianni Versace veut le meilleur du mannequinat et n'hésite pas à payer très cher pour cela ; le styliste italien ouvre son défilé de prêt-à-porter à Milan avec Linda Evangelista, Christy Turlington, Naomi Campbell, et Cindy Crawford qui défilent sur le titre Freedom! '90,. Imprimés très colorés, motifs « animal » ou baroques, robe du soir loin de toute discrétion, mode sensuelle, glamour et sexy aux jupes très fendues ou aux profonds décolletés, le tout orné de multiples ornements, d'or, et de sa marque, Versace résume mieux que quiconque dans l'excès ce début de décennie ; il rend ses mannequins « mondialement célèbres » plus encore, elles-mêmes lui assurant une publicité immédiate. Les Supermodels seront présentes durant plusieurs années à ses défilés,.

#### Big Six
Même si Steven Meisel reste l'artisan de leur succès,,, sa muse Linda Evangelista est au centre du groupe, le « catalyseur », prenant Christy Turlington et Naomi Campbell en charge au début. L'ensemble, renforcé par les médias et le marketing comme une entité, se soude autour du noyau dur de The Trinity, auquel viennent s'ajouter Cindy Crawford et Tatjana Patitz ; mais cela ne suffit pas. Claudia Schiffer, dont la carrière débute un peu plus tard et s'effectue souvent sans les autres, devient logiquement un des Supermodels, prenant 50 000 $ par jour de travail ; elle fera plus de 500 couvertures de magazines. Ces six plus grands mannequins du moment sont regroupés sous le nom de Big Six. Mais le groupe ne reste pas figé, Stephanie Seymour y adhérant régulièrement ou Kate Moss plus tard et en avril 1992, Vogue rassemble les dix plus grands mannequins sur sa couverture.

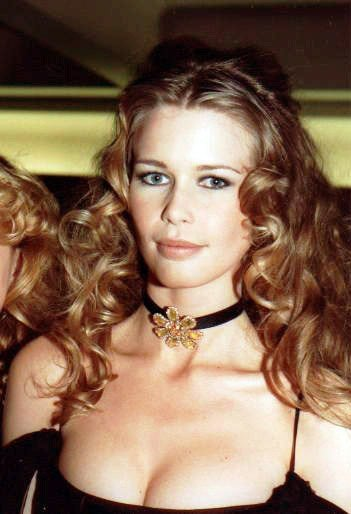
Claudia Schiffer devient la nouvelle muse de Chanel.

Karen Mulder, Yasmeen Ghauri, canadienne comme Linda, Helena Christensen, Elle Macpherson qui donne son image pour l'ouverture d'un restaurant à New York en 1995 avec Naomi, Claudia et Christy, Eva Herzigova, Carla Bruni, Yasmin Le Bon ou Veronica Webb font partie des autres mannequins phares de cette époque. Mais celles-ci, dominant le domaine du mannequinat par leur présence aux défilés ou dans les pages des magazines de mode, n'égalent pas la renommée publique de leurs consœurs,. C'est également le cas des top models importants des décennies précédentes comme Lisa Fonssagrives, Twiggy, Jerry Hall ou Lauren Hutton qui n'ont jamais atteint le même niveau de richesse ou de reconnaissance publique,.
Linda Evangelista enchaine les contrats mirobolants, dont celui avec Revlon, et affirme ne « pas sortir de son lit pour moins de 10 000 $ par jour ». Christy Turlington signe, rompt, et repasse un contrat avec Calvin Klein de plusieurs millions de dollars,,. Elle travaille douze jours à 800 000 $ pour Maybelline. Cindy Crawford, qui a posé pour Playboy en 1988, signe également un contrat avec Revlon peu après Linda Evangelista ; d'un montant de dix millions de dollars, il reste comme le plus gros jamais signé dans l'histoire du mannequinat. 
Claudia Schiffer, adorée de Karl Lagerfeld qui la décrit comme l'« un des plus des plus séduisants mannequins du monde », devient l'image de Chanel,. Tatjana Patitz fait deux cents couvertures de magazines à travers le monde. « Pour devenir un supermodel, il faut être sur toutes les couvertures du monde entier en même temps afin que les gens puissent reconnaître les filles » explique Claudia Schiffer.

#### Personnalités publiques
Leur immense succès tient tout d'abord en la parution sur de multiples couvertures de magazines de mode, dont l'influent Vogue dans différentes éditions internationales, leur présence aux postes prestigieux des défilés, ainsi que d'importants contrats avec des marques de cosmétique ou de boissons gazeuses, jusqu'à ce que ça « devienne un cauchemar, spécialement pour les clients » précise Katie Ford de l'agence Ford qui représente alors certains de ces mannequins,. La concurrence entre ces agences, dont Elite principale instigatrice des Supermodels, va imposer le nom des mannequins sur les magazines. Déjà ancré dans le domaine du mannequinat depuis les années 1980 par le concours Supermodel of the World, cette popularité fait entrer le terme de supermodel dans le langage populaire.
Le culte de la personnalité atteint son apogée : fixant leurs conditions de travail, elles imposent leurs coiffeurs, maquilleurs ou photographes, mais également la présence de Naomi Campbell, mannequin noir, aux défilés. En dehors de la mode, leur vie privée se compose de relations très médiatisées avec des personnalités célèbres des sports, de la musique, du cinéma ou du Gotha. La presse relaie tous leurs faits et gestes, elles font les gros titres de la presse. Toutes diversifient leurs activités à tout-va, l'une ou l'autre multipliant les produits dérivés, en ayant leur émission à la télévision, une ligne de vêtements à son nom, des fan clubs, ou des poupées à leurs effigies. « Quand un mannequin commence à être cité par le public même s'il n'est pas question de mode, il est en passe de devenir une icône au point d'en faire oublier parfois les vêtements qu'il porte. » Description simplifiée par la formule : « elles sont plus célèbres que les vêtements qu'elles portent. »
Si le style de ces « idoles d'une époque » paraissent tous différents l'une de l'autre, ainsi que leur personnalité, elles retrouvent comme point commun d'êtres belles, saines, sportives, de redoutables femmes d'affaires, et de plaire à tous : « gloire, fortune, pouvoir, beauté »,. Les « top du top des top models » écrit le Vogue Paris.

#### Déclin et retour
Dès 1993, les choses commencent à changer. Linda Evangelista perd plusieurs contrats tels Valentino ou Gianfranco Ferré et la « bible de la mode » annonce la fin des supermodels. Les tarifs exorbitants et les « comportements de diva » lassent,,.
La tendance grunge et minimaliste du début des années 1990 voit arriver une nouvelle génération de mannequins plus austères, telles Kate Moss ou Stella Tennant à l'opposé du physique sexy et sportif des Supermodels,,. Les vêtements sont de nouveau les stars des défilés. Les actrices prennent le dessus dans les magazines : Revlon, entreprise symbolique d'une époque, engage Halle Berry, Salma Hayek ou Melanie Griffith pour ses publicités ; le Vogue de septembre 1998 — numéro le plus important de l'année — affiche Renée Zellweger sur sa couverture ; cette année-là, un tiers des couvertures du magazine montrent des célébrités plutôt que des modèles. Corinne Day, qui a propulsé Kate Moss, remplace Steven Meisel pour les campagnes des marques. Vers la fin de cette décennie, les supermodels se retirent peu à peu du devant de la scène et toutes deviennent mère, à l'exception de Naomi Campbell que Vogue nomme « le dernier supermodel ». Si le grunge a rapidement périclité, de nouveau mannequins comme Nadja Auermann ou Helena Christensen et Carla Bruni se trouvent sur le devant de la scène et renouent avec une image glamour. Malgré cela, les Supermodels signent encore avec des marques de cosmétique ou autres mais l'heure de gloire est terminée. Le règne de ce « phénomène de société, » a duré une dizaine d'années.
Lors de la décennie 2000, une nouvelle vague de mannequins surnommés Supermodels émerge, composée d'abord de Gisele Bündchen, Carmen Kass, Karolína Kurková et Natalia Vodianova lors de la première moitié puis des slaves Vlada Roslyakova, Tanya Dziahileva, Natasha Poly. Dans les années 2010, les Supermodels sont évoquées à travers les mannequins appelées « népotisme bébé » Cara Delevingne, Bella et Gigi Hadid et Kaia Gerber.